# Уродливая герцогиня
«Уродливая герцогиня» — картина Квентина Массейса, хранящаяся в Лондонской национальной галерее.

## Карикатура как новая форма искусства
В начале XVI века задолго до братьев Агостино и Аннибале Каррачи, живописцев, считающихся основателями этой новой формы искусства, карикатура — оптическое искажение человеческого облика, в особенности лица, явно документировала психосоциальную потребность перенести на полотно для порицания и высмеивания определённые черты человеческой натуры.
Деформация и даже деструкция черт лица — носа, рта, лба или ушей вызывает чувство смеха по причине вскрываемой слабости персонажа — желание видеть себя, несмотря на преклонный возраст, молодой, желанной соблазнительницей и привлекать к себе восторженные взгляды. Портрет работы Квентина Массейса, несущий характерные гротесковые формы изображения, представляет собой с композиционной точки зрения типичный для Нидерландов и Италии XV века образец.

## Описание

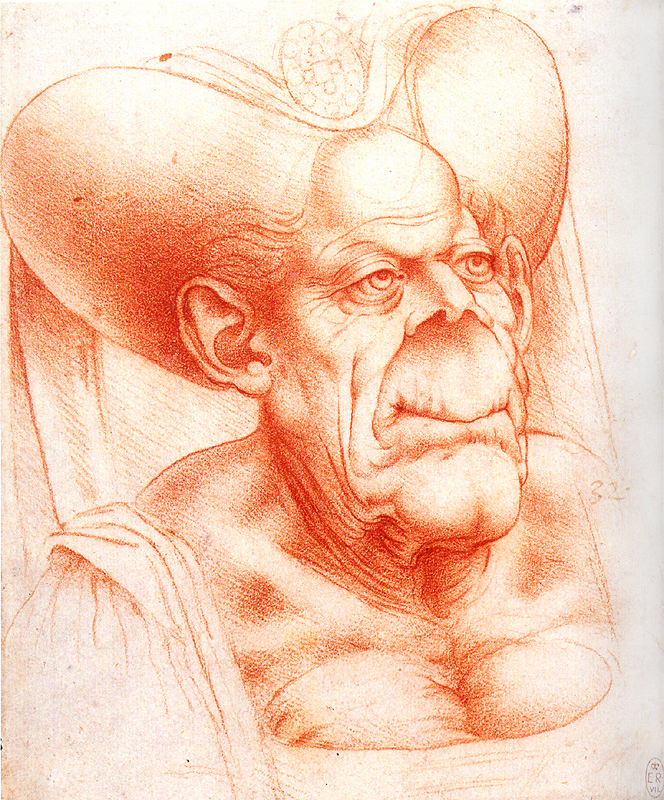
Рисунок, Леонардо

Картина написана маслом на дубовом панно размером 62,4 на 45,5 см. Старуха в огромном чепце и с дряблой грудью, сжатой шнуровкой корсета, за парапетом, на который она положила левую руку, а в правой держит бутон, что подчёркивает насмешку художника над своей героиней. Сомнительно, что полотно действительно является портретом. Картина скорее всего основана на не дошедшей до наших дней работе, которую, возможно, и использовал Леонардо для своего раннего рисунка. По утверждению исследователей Леонардо имел ненасытный интерес к необычным лицам, уродцам, которые для него были ещё более интригующими из-за его работы над системой идеальных пропорций тела.
Новый идеал красоты не допускал случайностей во внешности. В них виделось отклонение от общественно принятых идеалов. Массейс методически сконструировал свою «Старуху» по принципам систематического отступления от идеала красоты. Этот взятый за основы метод соответствует экспериментам по деформации в книге Дюрера «Эскизы пропорции».
Смешной для современников частью портрета Массейса являлась одежда. Подобный чепец носили до 1450 года, что видно из портрета Яна ван Эйка, изображающего его жену Маргариту.
Своими гротесковыми псевдопортретами Леонардо и Массейс создали прецедент, когда образ, не имеющий ничего общего с оригиналом, может быть использован в различных сатирических целях. Так встречается он в различных графических репродукциях, например, под названием «Королева Туниса» у Вацлава Холлара или как портрет Маргариты Тирольской. Наконец, в XVIII столетии как портрет сестры Папы Пия VI, принцессы Порчии, которая с войском иезуитов пыталась спасти религию. Джон Тенниел при создании образа герцогини вдохновлялся работой Массейса.

## Технический анализ
Техника живописи отражает самого Массейса и похожа на другие его работы. Краска во многих местах наносится «мокрым по мокрому» и многократно растушевывается, чтобы смягчить и смешать переходы тонов.